# 孙来法
孙来法（1971年3月—），安徽霍山人，享受国务院政府特殊津贴专家，浙江传媒学院教授。

## 生平
1994年毕业于安徽师范大学并留校任教，1996年加入中国共产党，1998年结业于中央音乐学院研究生课程班。曾任安徽师范大学音乐学院院长助理，2008年晋升教授。2012年参与安徽艺术学院组建工作。2013年至2014年，任安徽艺术职业学院教务处副处长。2014年至2015年在美国瑞德兰大学访问。2014年至2019年，任安徽大学艺术与传媒学院音乐舞蹈系党总支书记、系主任。2019年任安徽艺术学院音乐舞蹈系党总支书记、系主任。2021年当选为安徽艺术学院党委委员并晋升二级教授。现为浙江传媒学院教授。

## 奖励与荣誉
曾获全国优秀教师、安徽省教学名师、第十一届全国青年歌手电视大奖赛荧屏奖等奖励与荣誉。

## 社会兼职
中国音乐家协会会员，中国声乐家协会副主席，中国文联十一大代表。